# Ara ararauna
Ara ararauna, ararauna (Ara ararauna) – gatunek dużego ptaka z rodziny papugowatych (Psittacidae). Nie wyróżnia się podgatunków.

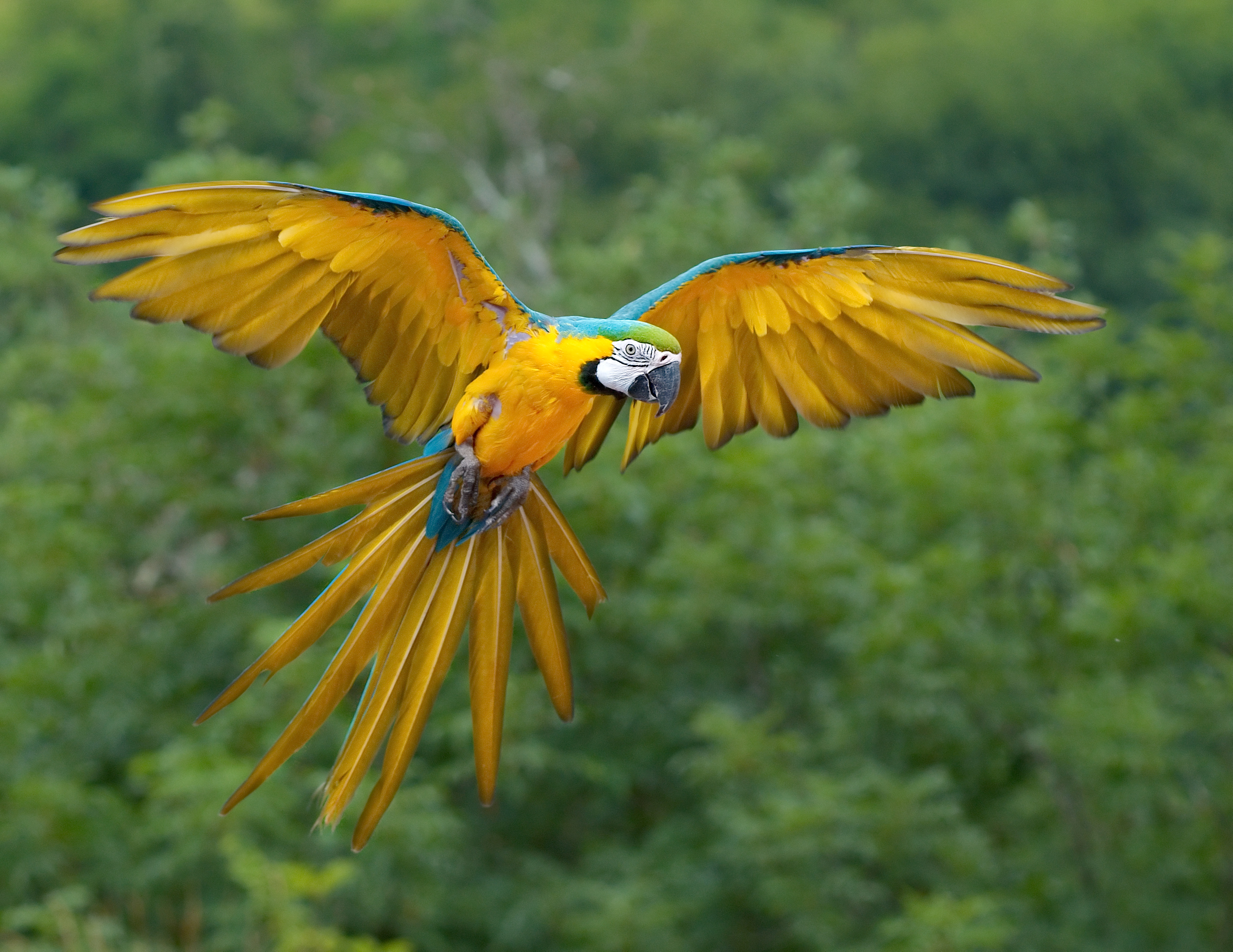
Ararauna w locie

MorfologiaJaskrawoniebieskie pióra z wierzchu i żółte od spodu. Na boku głowy naga biała skóra poprzecinana czarnymi prążkami. Czoło zielone, tęczówka żółta.
Długość ciała: 80–95 cm, rozpiętość skrzydeł: 90–95 cm. Masa ciała: 1040–1286 g.
Ara ararauna na wolności dożywa wieku 30 do 35 lat. Natomiast dojrzałość płciową, ptaki te, osiągają pomiędzy 3. a 6. rokiem życia. 
Zasięg, środowiskoOd wschodniej Panamy do Boliwii i południowej Brazylii. Populacja z zachodniego Ekwadoru prawdopodobnie wymarła. Nizinne puszcze i lasy galeriowe. Zamieszkuje lasy wzdłuż rzek i podmokłe rejony do 500 m n.p.m.
Zachowanie
Najczęściej żyje w parach, lecz czasami w luźnych grupach powyżej 25 osobników. Lata pewnie, chociaż wolno. Aktywna głównie wczesnym rankiem i późnym popołudniem. Przez większą część dnia żeruje w koronach drzew, gdzie trudno ją dostrzec.
Gniazduje w dziuplach wysokich drzew. Składa dwa białe jaja.
Pożywienie: owoce, liście, nasiona, orzechy, młode pędy, ziarno zbóż. Zjada ok. 20 gatunków roślin, z których wiele jest dla ludzi niesmacznych lub nawet toksycznych.
Status i zagrożeniaIUCN uznaje araraunę za gatunek najmniejszej troski (LC – least concern) nieprzerwanie od 1988. Całkowita liczebność populacji nie została oszacowana, jednak nie jest to ptak pospolity. Trend liczebności populacji uznaje się za spadkowy. Gatunek jest odławiany i sprzedawany jako ptak klatkowy. Umieszczony w załączniku II konwencji CITES.

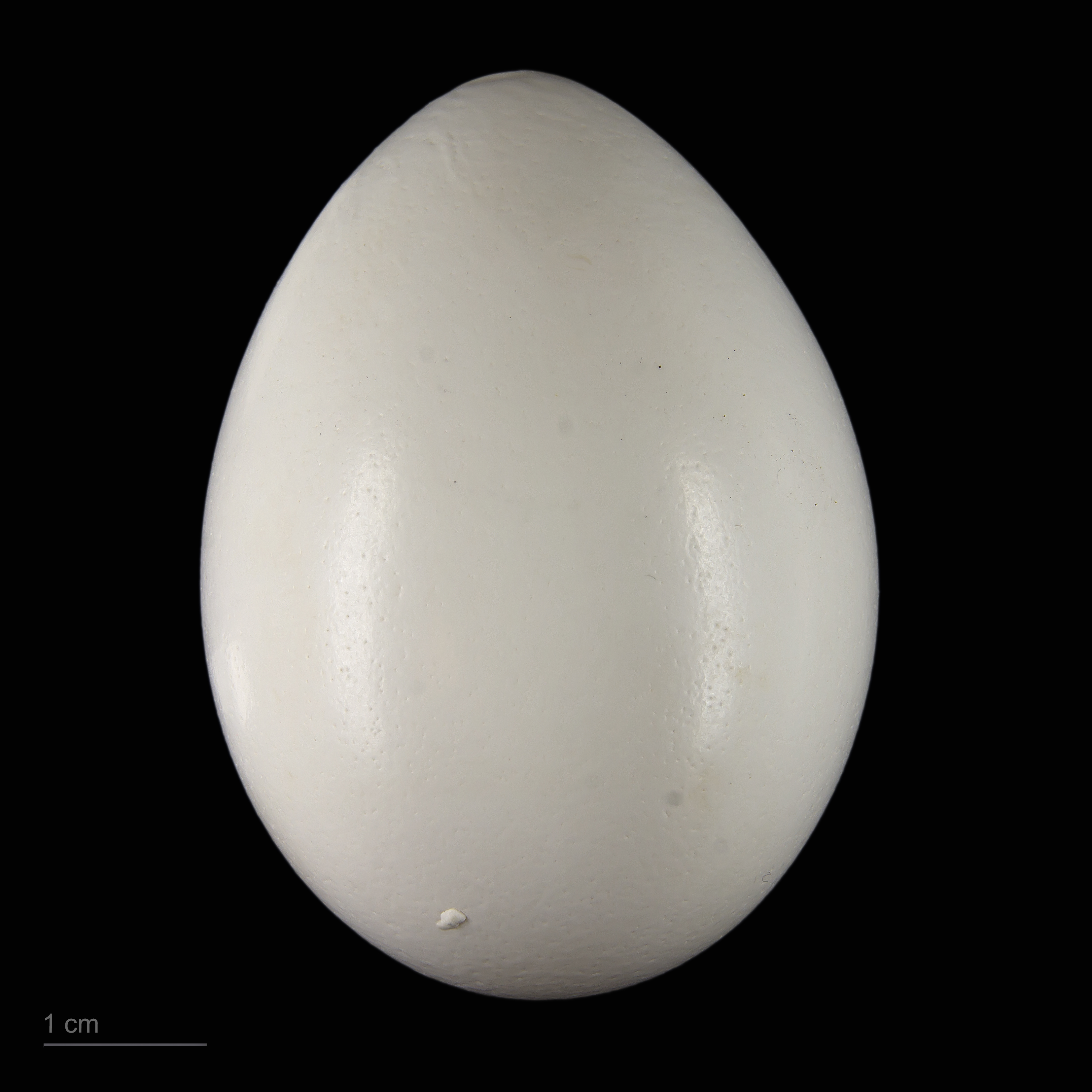
Ara ararauna